# František Chrástek
František Chrástek (* 29. června 1953, Uherský Brod) je český umělecký a reklamní fotograf. Pro jeho volnou tvorbu jsou charakteristická zátiší, portréty či fotografie předmětů, v nichž pracuje s geometrií a detaily a blíží se tak k abstraktnímu vyjádření.

## Životopis
Narodil se 29. června 1953 v Uherském Brodě. V letech 1973 až 1974 pracoval ve funkci asistenta kamery v Krátkém filmu Praha. Od roku 1976 do roku 1981 studoval na Filmové a televizní fakultě Akademie múzických umění v Praze. Absolvoval katedru Umělecké fotografie u Jána Šmoka, Jaroslava Rajzíka a Pavla Štechy.
Po studiích na FAMU se věnoval pedagogické činnosti, od roku 1982 do roku 1986 působil jako středoškolský učitel oboru Užitá fotografie na Střední uměleckoprůmyslové škole v Brně.
V roce 1986 přešel ke svobodnému povolání uměleckého fotografa a věnuje se profesionálně výtvarné a reklamní fotografii. Doposud uspořádal více než třicet samostatných autorských výstav doma i v zahraničí, od polské Varšavy až po japonské Tokio. Jeho tvorba je zastoupena v řadě veřejných sbírek.
Je majitelem a jednatelem fotografického a grafického studia a reklamní agentury Q studio se sídlem v Uherském Brodě, kterou založil v roce 1991. Od roku 2010 působí studio v rekonstruované historické Kaunicově sýpce (postavena roku 1862), kde je provozována také výstavní Q galerie.

## Výstavy

### Vybrané samostatné výstavy
- 2018 – Galerie výtvarného umění, Hodonín, Fragmenty IN/OUT
- 2018 – Galerie Slováckého muzea, Uherské Hradiště, Fragmenty IN/OUT
- 2018 – Q galerie, Uherský Brod, Nature
- 2015 – Vaňkovka (velký sál Práh), Brno, Objekty Deja Vu
- 2015 – Centrum experimentálního divadla (Husa na Provázku), Brno, Objekty
- 2014 – Nikon Photo Gallery, Praha, Objekty (Fotografie 1986 – 2014)
- 2013 – Q galerie, Uherský Brod, Fotografie
- 2009 – Pedagogické muzeum J. A. Komenského, Praha, Autoportréty
- 2008 – Galerie Panského domu, Uherský Brod, Autoportrét s krajinou
- 2008 – Galerie Slováckého muzea, společná výstava fotografií s dcerou Lucií Chrástkovou, Uherské Hradiště
- 2007 – Dům umění Jihomoravského muzea, Znojmo, Hieronymus
- 2006 – Kulturní institut Alternativa, Zlín, Identity
- 2006 – Malá galerie Nové síně, Praha, Fotografie
- 2005 – Galerie Dům kultury Elektra, Luhačovice, Fotografie
- 2004 – Zámecká galerie v Butovicích, Intimní autoportrét
- 2004 – Výstavní síň Českého centra, Varšava, Polsko, Intimní autoportrét
- 2003 – Výstavní síň Culture Centrum, Tsukiyono, Japonsko, 700 nm
- 2003 – Galerie Aidem, Photo Gallery Sirius, Tokio, Japonsko, 700 nm
- 2002 – Fotogalerie Pasáž, Praha, Absolutní červená
- 2001 – Comenius museum, Naarden, Holandsko, Výběr z tvorby
- 2001 – Výstavní síň Slovenského plynárenského průmyslu, Bratislava, Fotografická tvorba
- 2001 – Galerie Opera, Divadlo Jiřího Myrona, Ostrava, Fotografie
- 2000 – Galerie Elektra, Luhačovice, Absolutní červená
- 1998 – Galerie Panský dům, Uherský Brod, Tajemství červené
- 1997 – Galerie S – FOTO, Břeclav, Fotografie
- 1996 – Galerie Slováckého muzea, Uherské Hradiště, Modrá v oblouku
- 1994 – Hotel Garni, Klub Evropa, Zlín
- 1994 – Muzeum J. A. Komenského, Uherský Brod, Pocta čtverci
- 1992 – Galerie výtvarných umělců, Hodonín
- 1992 – Galerie 40, Minden, Německo, Barevná zátiší
- 1991 – Galerie Bílá Růže, Praha, Fotografická tvorba
- 1989 – Dům umění, Brno, Fotografie

### Vybrané kolektivní výstavy
- 2014 – Dům pánů z Kunštátu, Brno, RETROSPEKTIVA Pedagogové a absolventi fotografického oddělení SŠUD
- 2004 – Galerie w Ratuszu, Leszno, Polsko
- 2002 – Galerie MK, Rožnov pod Radhoštěm
- 2001 – Galerie Panský dům, Uherský Brod
- 2000 – Výstaviště, Praha
- 1999 – Moravská galerie, Brno
- 1999 – Muzeum a galerie, Břeclav
- 1997 – Galerie Panský dům, Uherský Brod
- 1996 – Velvyslanectví České republiky, Vídeň, Rakousko
- 1996 – Technické muzeum, Praha
- 1994 – Galerie Slováckého muzea, Uherské Hradiště
- 1993 – Uměleckoprůmyslové muzeum, Praha
- 1992 – Muzeum J. A. Komenského, Uherský Brod Praha
- 1991 – Galerie výtvarných umělců, Hodonín
- 1989 – Galerie Dílo, Uherské Hradiště

## Publikace
- František Chrástek a Lucie Chrástková (fotografie), Pavel Stojar (text). Zlínský kraj: Obrazy (The picturesque Zlin Region), Q studio Uherský Brod, 2007, 2011, ISBN 978-80-903450-7-2 (česky, anglicky)
- František Chrástek (fotografie), Antonín Bajaja a Jana Janíková (text). Zlínský kraj: Horizonty nálad (Zlin Region: Horizons and moods), Q studio Uherský Brod, 2004, ISBN 80-903450-5-0 (česky, anglicky)
- František Vyskočil a Jiří Fenzl (text), František Chrástek (fotografie).Česká zbrojovka 1936–1996: 60 let České zbrojovky v Uherském Brodě, Q studio Uherský Brod, 1996, ISBN 80-238-0772-2 (česky)

## Zastoupení ve sbírkách
- Uměleckoprůmyslové muzeum, Praha
- Galerie výtvarného umění, Hodonín
- Galária SPP, Bratislava
- Městský úřad, Uherský Brod
- Krajský úřad Zlínského kraje, Zlín
- Sklenar Gallery, Gallup, New Mexico, USA
- soukromé sbírky